# Breakfast sandwich

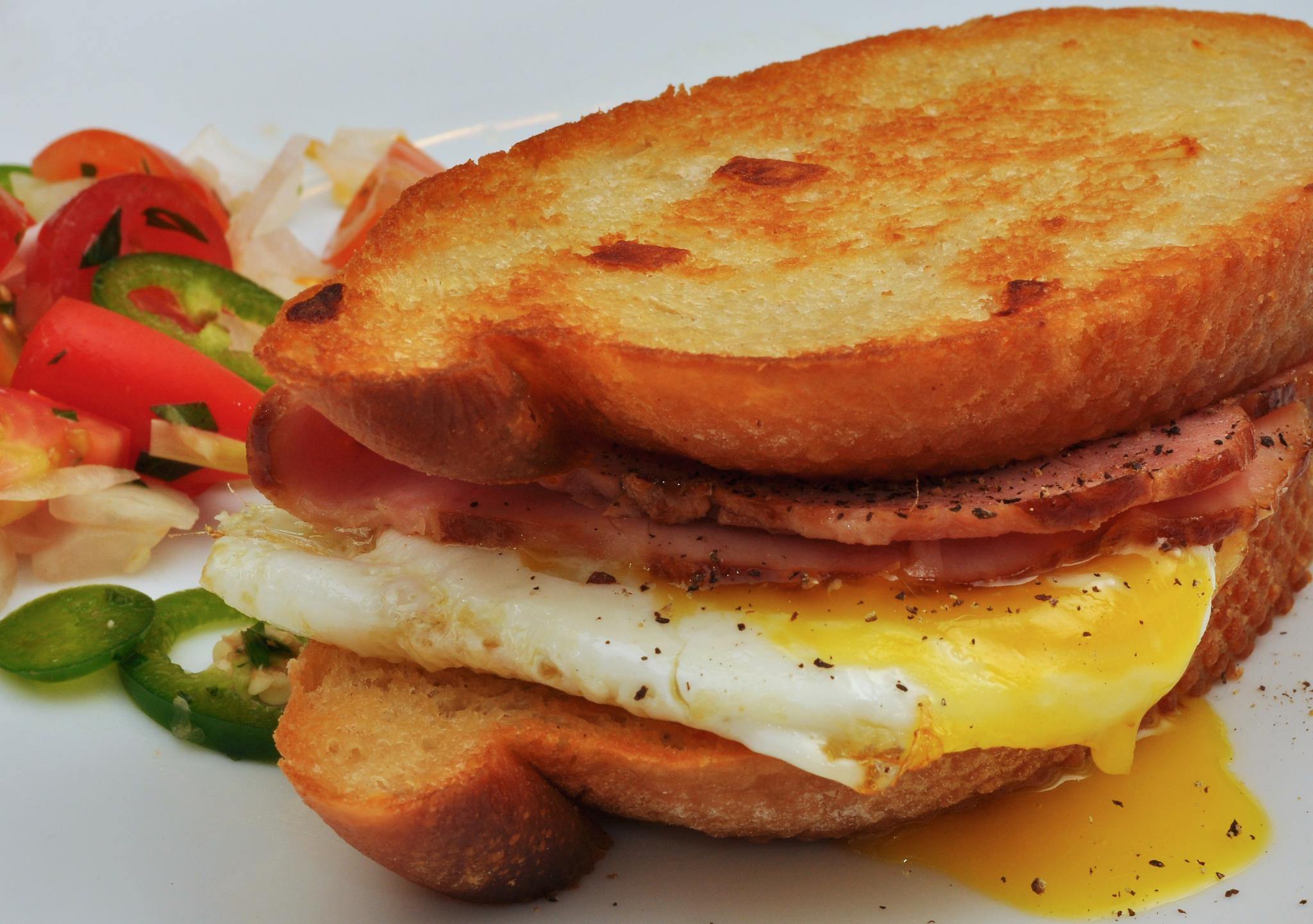
Un breakfast sandwich.

Un breakfast sandwich (« sandwich à petit déjeuner ») est une variété de sandwich américain. Il contient typiquement des œufs, du fromage, du beurre, et parfois de la viande (saucisse, bacon), c'est-à-dire les ingrédients typiques d'un petit déjeuner américain.
Un exemple en est le McGriddles de la chaîne McDonald's.